# Aelbert van Ouwater

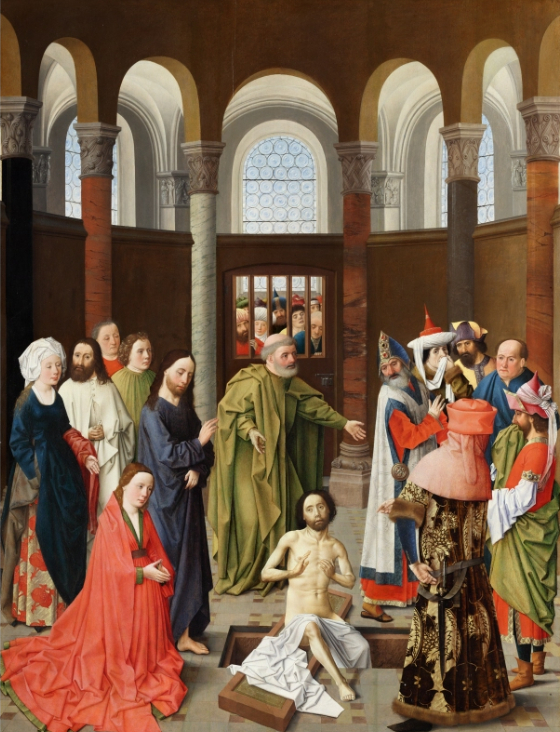
Aelbert van Ouwater: Die Auferweckung des Lazarus, Berlin Gemäldegalerie

Aelbert van Ouwater, auch Albert van Ouwater, (* um 1415 vermutlich in Oudewater bei Gouda; † um 1475 in Haarlem) war ein niederländischer Maler.

## Leben
Über Aelbert van Ouwater sind nicht viele historische Daten gesichert. Es wird vermutet, dass er Schüler Jan van Eycks war. Die meisten Informationen enthält das Schilderboeck von Carel van Mander, der ihn als einen besonders für seine Landschaftsdarstellungen hochgeschätzten Künstler schildert. Daneben scheint er auch eine Reihe religiöser Bilder gemalt zu haben, von denen sich eine Tafel durch van Manders Beschreibung identifizieren lässt. Dabei handelt es sich um eine wohl zwischen 1450 und 1460 gemalte Auferweckung des Lazarus, die sich in der Gemäldegalerie in Berlin befindet und bis heute das einzige weitgehend unbestrittene Gemälde des Meisters darstellt.
Über Ouwaters Ausbildung ist nichts bekannt. Die Kunstwissenschaft geht aber davon aus, dass er bei einem Aufenthalt in den südlichen Niederlanden mit der Kunst von Petrus Christus, Rogier van der Weyden, Dieric Bouts und Jan van Eyck, (dessen Schüler er vielleicht war) in Berührung gekommen ist. Ausgehend vom Berliner Bild, scheint ihn besonders Dieric Bouts beeinflusst zu haben, dessen figürliche Typisierung, dessen Bewegungsmuster und Gewandungen denen auf dem Berliner Lazarus sehr ähnlich sind. Daneben erweist sich Ouwater als ein ausgezeichneter Kolorist, der die Farbpalette bis in feinste Nuancen hinein beherrschte und auch in der Perspektive korrekt war. Er war der Lehrer von Geertgen tot Sint Jans.
Vielfach hat die Kunstwissenschaft versucht, bisher unbekannte Maler mit Ouwater zu identifizieren. Dazu zählen unter anderem der Meister der Tiburtinischen Sibylle, der Meister der Miniaturen van Eycks (dem man frühe Landschaftsbilder im Turin-Mailänder Gebetbuch zuschreibt) und der Meister der Heiligenbilder. Alle diese Identifikationsversuche fanden in der Kunstwissenschaft wenig Anklang, bzw. sind längst widerlegt. Nicht viel erfolgreicher sind die Versuche, ausgehend vom Berliner Bild, Ouwater weitere Werke zuzuschreiben. Lediglich ein Kopffragment im Metropolitan Museum in New York, das einem Kopf auf der Berliner Lazarustafel ähnelt, scheint ihm noch nahezustehen.

## Werke
- Authentisches Werk

Berlin, Gemäldegalerie
Die Auferweckung des Lazarus. um 1450 – 1460
Öl auf Holz, 122 × 92 cm, Inv.: 532 A
- Weitere zugeschriebene Werke

Berlin, Gemäldegalerie
Christus am Kreuz.
Öl auf Leinwand (von Holz übertragen), 43 × 26 cm, Inv.: 525 F – Wird allgemein einem Nachfolger von Jan van Eyck zugeschrieben, wurde aber auch als mögliches eigenhändiges Werk von Jan van Eyck, Hubert van Eyck oder Aelbert Ouwater vorgeschlagen.
Budapest, Szépmüvészeti Múzeum
Die Kreuztragung Christi.
Öl auf Holz, 97,5 × 129,5 cm, Inv.: 2531 – Kopie nach einem verlorenen Werk des Jan van Eyck als dessen Schöpfer unter anderem Aelbert Ouwater vorgeschlagen wurde
New York, Metropolitan Museum of Art
Kopf eines Stifter.
Fragment – Öl auf Holz, 9,8 × 8,9 cm, Inv.: 17.190.22 – Wird Aelbert Ouwater aufgrund der großen Ähnlichkeit zu einem Kopf auf der Berliner Lazarustafel zugeschrieben
Verbleib unbekannt
Die Auferstehung Christi.
Es existiert eine alte Fotografie des Germanischen Nationalmuseums in Nürnberg (von 1906 bis 1908), auf der das Bild ohne Angaben zu Inventarnummer und Größe als Werk Aelbert van Ouwaters abgebildet ist
Thronender heiliger Petrus.
Zugeschrieben – Öl (?) auf Holz, 30 × 19,6 cm – befand sich ab 1862 in der Slg. Stein (Köln) und wurde 1876 als Leihgabe von Fr. Stein als Hubert van Eyck in einer Kölner Ausstellung gezeigt, 1904 in der Slg. Freifrau von Heyl und als Nachfolger des Jan van Eyck in Düsseldorf ausgestellt, seitdem verschollen
Christus am Kreuz.
Öl (?) auf Holz, ca. 39 × 26 cm – Befand sich bis 1833 als Leihgabe der Slg. Haxthausens im Wallrafianum in Köln, seitdem verschollen, Wird im Historischen Archiv der Stadt Köln als Werk der Ouwater-Schule geführt

## Weblink
- Werke von Aelbert van Ouwater bei Zeno.org

| Personendaten    | Personendaten          |
| ---------------- | ---------------------- |
| NAME             | Ouwater, Aelbert van   |
| ALTERNATIVNAMEN  | Ouwater, Albert van    |
| KURZBESCHREIBUNG | niederländischer Maler |
| GEBURTSDATUM     | um 1415                |
| GEBURTSORT       | Oudewater bei Gouda    |
| STERBEDATUM      | um 1475                |
| STERBEORT        | Haarlem                |